# Zece zile într-o casă de nebuni
Zece zile într-o casă de nebuni este o carte a reporterului de investigație Nellie Bly. Aceasta a fost publicată inițial ca o serie de articole pentru New York World. Bly a strâns mai târziu articolele într-o carte, care a fost publicată de Ian L. Munro în New York City în 1887. Cartea cuprindea reportajul lui Bly pentru New York World, în timp ce era într-o misiune sub acoperire în care ea a simulat nebunia astfel încât să fie internată într-un azil de nebuni. Ea a investigat apoi rapoartele de brutalitate și neglijare de la azilul de boli mintale pentru femei de pe Insula Blackwell.

## Legături externe
- Nellie Bly (1887). Ten Days in a Mad-House. New York: Ian L. Munro. Publicat cu "Diverse Schițe: Încercarea de a fi un Servitor", și "Nellie Bly ca Sclav Alb".
- Carte Audio la Proiectul Gutenberg
- Zece zile într-o casă de nebuni carte audio din domeniul public la LibriVox
- Zece zile într-o casă de nebuni la Internet Movie Database